# I'll Never Break Your Heart
I'll Never Break Your Heart è un brano della band statunitense Backstreet Boys, estratto come secondo singolo dall'album di debutto Backstreet Boys. Scritto da Eugene Wilde e Albert Manno, fu pubblicato il 13 dicembre 1995, nel 1996 in altre parti del mondo e infine nel giugno 1998 per la versione statunitense dell'album di debutto. Il brano raggiunse la posizione numero 8 nella Official Singles Chart e raggiunse le top 5 di Austria, Germania, Svizzera, Svezia e Paesi Bassi.

## Video
La canzone possiede due video musicali: il primo fu girato nel 1995 sulle Montagne Rocciose dove i ragazzi sono in vacanza con le rispettive fidanzate, (a Kevin fu assegnata Kristin Willits che diventò poi sua moglie). Il secondo video fu girato per l'album statunitense del 1998, in esso ogni membro canta in un piano di un palazzo e il ritornello viene cantato in gruppo alle spalle di un tunnel ruotante.

## Curiosità
- La band incise il pezzo anche in lingua spagnola col titolo Nunca Te Haré Llorar. Lo spagnolo non fu un problema soprattutto per Howie la cui madre è portoricana.
- Per girare tutte le scene del video ci sono voluti due giorni di riprese in sei differenti location.
- Il primo giorno di riprese Jessica (una delle ragazze del video) era così nervosa che scivolò davanti a Nick e picchiò la testa contro una telecamera danneggiandola.

## Tracklist

### UK

#### Originale
1. "I'll Never Break Your Heart" (Radio Edit) - 4:25
2. "I'll Never Break Your Heart" (LP Version) - 4:49
3. "Roll With It" - 4:43

#### Re-Release CD1
1. "I'll Never Break Your Heart" (Radio Edit) - 4:25
2. "We've Got It Goin' On" (Amadin's Club Mix) - 6:33
3. "Mark Goodier Interview" (Part 1)

#### Re-Release CD2
1. "I'll Never Break Your Heart" (Radio Edit) - 4:25
2. "Roll With It" - 4:43
3. "Mark Goodier Interview" (Part 2)

### US

#### CD1 originale
1. "I'll Never Break Your Heart" (LP Version) - 4:49
2. "I'll Never Break Your Heart" (Spanish Version) - 4:49
3. "Quit Playing Games (With My Heart)" (Live Version)

#### CD2 originale
1. "I'll Never Break Your Heart" (Radio Edit) - 4:25
2. "I'll Never Break Your Heart" (LP Version) - 4:49
3. "Get Down" (DESIGN Radio I)
4. "Get Down" (Smokin' Beats Club Mix)

#### Re-Release
1. "I'll Never Break Your Heart" (Radio Edit) - 4:25
2. "I'll Never Break Your Heart" (LP Version) - 4:49
3. "I'll Never Break Your Heart" (Spanglish Version) - 4:48
4. "I'll Never Break Your Heart" (Spanish Version) - 4:44
5. "I'll Never Break Your Heart" (Instrumental) - 4:25

## Date di pubblicazione
| Country     | Release Date   |
| ----------- | -------------- |
| Airplay     | dicembre 1995  |
| Europa      | 6 agosto 1996  |
| Stati Uniti | 14 luglio 1998 |

## Classifiche
| Classifica (1995)                            | Posizione più alta |
| -------------------------------------------- | ------------------ |
| UK Singles Chart                             | 42                 |
| Classifica (1996)                            | Posizione più alta |
| Austrian Singles Chart                       | 5                  |
| Begium (Flanders) Singles Chart              | 4                  |
| Belgium (Walonia) Singles Chart              | 8                  |
| Dutch Singles Chart                          | 3                  |
| German Singles Chart                         | 5                  |
| Irish Singles Chart                          | 19                 |
| Swedish Singles Chart                        | 7                  |
| Swiss Singles Chart                          | 2                  |
| UK Singles Chart (Re release)                | 8                  |
| Classifica (1997)                            | Posizione più alta |
| Australian ARIA Singles Chart                | 10                 |
| New Zealand RIANZ Singles Chart              | 11                 |
| U.S. Billboard Hot 100                       | 35                 |
| U.S. Billboard Top 40 Mainstream             | 1                  |
| U.S. Billboard Hot Adult Contemporary Tracks | 1                  |